# Tamar Gendler
Tamar Gendler, née le 20 décembre 1965 à Princeton dans le New Jersey, est une universitaire et auteure américaine. Elle est doyenne de la faculté des arts et des sciences de l'université Yale.

## Biographie
Tamar Gendler est professeur de philosophie, de psychologie et de sciences cognitives,. 
Ses recherches universitaires portent sur les questions de psychologie philosophique, d'épistémologie, de métaphysique et de domaines liés à la méthodologie philosophique.